# Chelyabinsk Pipe Rolling Plant
Chelyabinsk Tube Rolling Plant (ChTPZ) (russisk: Челябинский трубопрокатный завод, ЧТПЗ) er en russisk producent af stålrør til brug for olie & gas, vand og til produktion.
Virksomheden blev etableret i 1942 og har hovedkvarter i Tjeljabinsk.